# أموري (اسم)
أَمُّوْرِيّ هو اسم علم مذكر من أصل عربي، ومعناه هو الجميل والمحبوب.

## شخصيات تحمل الاسم
أموري عيدان
أموري فاسيلي
أموري كابيو
أموري كان
أموري لوفينز
أموري نولاسكو
أموري نونيز
أموري نيلسون هاردي
أموري هانسن
أموري هوتون